# Diathoneura guttipennis
Diathoneura guttipennis är en tvåvingeart som beskrevs av Oswald Duda 1925. Diathoneura guttipennis ingår i släktet Diathoneura och familjen daggflugor. Inga underarter finns listade i Catalogue of Life.